# Заречное (Самаровский район)
Заре́чное (укр. Зарічне; до 2024 — Гвардейское) — посёлок в Черкасской поселковой общине Самаровского района Днепропетровской области Украины.

## Географическое положение
Посёлок Заречное находится на левом берегу реки Самара,
ниже по течению на расстоянии в 5,5 км расположен посёлок Черкасское,
на противоположном берегу — село Вольное.
Посёлок расположен на излучине реки и окружён лесным массивом (сосна, дуб).
Река в этом месте извилистая, образует лиманы, старицы и заболоченные озёра.

## История
- 1957 год — год основания посёлка.
- Возникновение Заречного тесно связано с историей формирования 42-й гвардейской танковой дивизии (сейчас 93-я отдельная механизированная бригада). Формирование дивизии осуществлялось в западной части Новомосковского полигона (сейчас — Новомосковский учебный центр Южного оперативного командования Сухопутных войск Украины). С начала 1957 года части и подразделения дивизии были расположены на песчаных барханах покрытых кустами и окружённых с трёх сторон рекой Самарой. Не было питьевой воды, дорог, моста через реку.
- Строительство военного городка осуществлялось с помощью Днепропетровского обкома КПУ и шефских организаций. Активное участие в строительных работах принимали семьи военнослужащих. Строительные работы проводились под руководством командующего Киевским военным округом маршала В. И. Чуйкова, который приказал командиру 42-й дивизии полковнику Панаеву привлечь к выполнению задания строительства два мотострелковых батальона, инженерно-сапёрный батальон и сапёрные взводы частей.
- Одним из первых построенных объектов был деревянный мостик через Самару, а в дальнейшем до 13 августа 1957 года, в День строителя, были сданы в эксплуатацию водокачка, 10 казарм, 48 офицерских домов — так появилась улица Танковая.
- В 1957 году открылась Гвардейская семилетняя школа. В 1958 году было создано Домоуправление № 1, появились улицы Кучерявого и Октябрьская. С 1961 года появилась улица Гагарина. В 1967 году улица Юбилейная.
- Учитывая большой вклад воинов-танкистов в развитие посёлка, Гвардейский поселковый совет на 20 сессии 5 созыва от 12 апреля 2007 года решил считать днём основания посёлка 10 сентября 1957 года (День праздника воинов-танкистов).[3]
- 1958 год — присвоен статус посёлка городского типа.
- В январе 1989 года численность населения составляла 3466 человек[4].
- По состоянию на 1 января 2013 года численность населения составляла 6058 человек[5].
- В результате административно-территориальной реформы 2020 года на Украине посёлок вошел в состав Черкасской поселковой территориальной общины.
- 26 сентября 2024 года посёлок Гвардейское был переименован в Заречное (укр. Зарічне).[6]

## Современность
В настоящее время Заречное занимает общую жилую площадь более 100 га, и административную более 12 тысяч га. Построено более 30 многоэтажных домов.
На территории посёлка расположены воинские части, Заречная КЭЧ, Домоуправление № 1, военный лесхоз, военторг, Гарнизонный дом офицеров, детский сад, а также объекты коммунальной собственности: врачебная амбулатория, средняя школа.

## Культура
Гарнизонный дом офицеров. Был открыт в 1960 году, как филиал Днепропетровского дома офицеров. Первый дом офицеров был с залом всего на 250 мест и 4 классами. В 1979 году было построено новое здание. Новый зал рассчитан на 1000 мест, малый зал — на 350 мест, имеются спортивный зал, библиотека с читальным залом, много классов для занятий секций и кружков.

## Воинские части
- 25-я отдельная Днепропетровская воздушно-десантная бригада
- 240-й отдельный специальный батальон
- 1039-й зенитно-ракетный полк
- Вододром
- Танкодром

## Экономика
- «Мобитек-Самара», ООО.
- Доходы и расходы бюджета посёлка на 2020 год −9000 тыс. гривен.[7]

## Объекты социальной сферы
- Школа.